# رودانثيموم
رودانثيموم مُرادفها الأقحوان هو جنسٌ من كاسيات البذور في فَصيلة النجيمة، يستوطن مُعظمها الأماكن الصخرية المكشوفة في شمال أفريقيا (المغرب والجزائر). سابقًا كانت تُصنف على أنها أقحوان أو أقحوان المروج. يُوجد 10 أو 15 نوعًا من رودانثيموم. وهي نباتات معمرة أو شجيرات فرعية، وبعضها يُزرع لِلزينة.
يَأتي اسمها النباتي من الكلمة اليونانية ῥόδον (وردة) + μον (زهرة).

## الأنواع
يَسرد المؤشر الدولي لأسماء النبات هذه الأنواع:
| - Rhodanthemum arundanum - Rhodanthemum atlanticum - Rhodanthemum briquetii - Rhodanthemum catananche - Rhodanthemum depressum - Rhodanthemum gayanum - رودانثيموم هوسمارينسي - Rhodanthemum ifniense | - Rhodanthemum kesticum - Rhodanthemum laouense - Rhodanthemum maresii - Rhodanthemum maroccanum - Rhodanthemum mesatlanticum - Rhodanthemum pseudocatananche - Rhodanthemum redieri |